# Жіжі (фільм, 1958)
«Жіжі» (англ. Gigi) — музичний фільм американського режисера Вінсента Міннеллі. Прем'єра відбулася 15 травня 1958 року. Фільм знятий за однойменною п'єсою Аніти Лос, яка була поставлена за мотивами роману Колетт.

## Сюжет
У Парижі разом з бабусею і тітонькою Алісією (Ізабель Джинс) живе Жіжі (Леслі Карон), її мати співачка і нею зовсім не цікавиться. Близькі родичі Жіжі хочуть, щоб вона стала коханкою спадкоємця казково багатого короля цукру — Гастона Лашая (Луї Журдан). Однак природна чистота Жіжі руйнує ці плани й багатій закохується у неї до нестями.

## Ролі виконують
- Леслі Карон — Жільберта Жіжі (Gigi)
- Моріс Шевальє — Оноре Лашай (Honoré Lachaille)
- Луї Журдан — Гастон Лашай (Gaston Lachaille)
- Герміона Ґінгольд — мадам Альварес (Madame Alvarez)
- Ева Габор — Ліана д'Ексельманс (Liane d'Exelmans)
- Жак Бержерак[fr] — Сандомир (Sandomir)
- Ізабель Джинс — тітонька Алісія (Aunt Alicia)
- Джон Ебот — Мануель (Manuel)

## Нагороди
На церемонії вручення премії «Оскар» у 1959 році фільм «Жіжі» здобув 9 Оскарів. Це був рекорд, який протримався один рік — у наступному році фільм «Бен Гур» побив його, здобувши 11 Оскарів.
- 1958 Премія «Золотий глобус» Голлівудської асоціації іноземної преси:
  - Премія «Золотий глобус» за найкращий фільм — комедія або мюзикл
  - Премія «Золотий глобус» за найкращу режисерську роботу — Вінсент Мінеллі
  - Премія «Золотий глобус» за найкращу жіночу роль другого плану — Герміона Ґінгольд
- 1959 Премія «Оскар» Академії кінематографічних мистецтв і наук (США):
  - Премія «Оскар» за найкращий фільм
  - Премія «Оскар» за найкращу режисерську роботу — Вінсент Мінеллі
  - Премія «Оскар» за найкращий адаптований сценарій — Алан Джей Лернер
  - Премія «Оскар» за найкращу роботу художника-постановника — (Е. Престон Еймс, Ф. Кео Глісон, Генрі Грейс, Вільям А. Горнінг)
  - Премія «Оскар» за найкращу операторську роботу — Джозеф Руттенберг
  - Премія «Оскар» за найкращий дизайн костюмів — (Сесіл Бітон)
  - Премія «Оскар» за найкращий монтаж — (Адрієн Фазан)
  - Премія «Оскар» за найкращу музику до фільму — (Андре Превен)
  - Премія «Оскар» за найкращу пісню до фільму — (Фредерік Леве)
- 1959 Премія Гільдії режисерів Америки:
  - Премія Гільдії режисерів Америки за видатну режисуру — художній фільм[en] — Вінсент Міннеллі
- 1959 Премія Давида ді Донателло[1]:
  - за найкращий іноземний фільм — Вінсент Міннеллі

Інші премії:
- Премія Гільдії сценаристів США за найкращий сценарій американського мюзиклу (Елан Джей Лернер)
- Премія Гільдії режисерів Америки за найкращу режисерську роботу — Художній фільм (Вінсент Мінеллі, Джордж В'єйра)
- Премія «Греммі» за найкращий альбом, який є звуковою доріжкою до засобів масової інформації

## Навколо фільму
- Після нагородження фільму «Жіжі» дев'ятьма Оскарами телефоністки кінокомпанії M-G-M, виробника фільму, повинні були на всі дзвінки відповідати так: «Алло, це компанія Ем-Жіжі-М»[2].